# Fünisch
Fünisch ist die Bezeichnung der Dialekte, die auf der Fünen und den umliegenden dänischen Inseln (dänische Südsee) gesprochen werden. Zusammen mit den Dialekten auf Seeland und Lolland-Falster gehört sie zum Zweig des Inseldänischen. Generell wird zwischen West- und Ostfünisch unterschieden, eine genauere Einteilung ist wie folgt:
- Ostfünisch [østfynsk]

- Westfünisch [vestfynsk (nordvest-, sydvestfynsk)]

- Südfünisch [sydfynsk]

- Langeländisch [langelandsk] – auf Langeland

- Taasingisch [tåsingsk] – auf Tåsinge und Thurø

- Äröisch [ærøsk ] – auf Ærø, Lyø, Avernakø, Strynø, Birkholm, Drejø

Im Gegensatz zum Reichsdänischen gibt es im Inseldänischen und damit auch im Fünischen drei Geschlechter.